# Michel Hannecart
Michel Hannecart, es un pintor , escultor , ceramista y vidriero francés que trabaja con diferentes técnicas  y materiales (madera, mármol, metal y vidrio).

## Datos biográficos
Desde 1962, realizó numerosas exposiciones en Francia (sala  Gaveau en París, región de Nevers).En 1997, creó una escultura en mármol "el oso blanco" en francés: l'ours blanc , que adorna el Parque Roger Salengro  en Nevers .
En 1987, se casó con la pintora Jacqueline Léger .
En 2002, ganó el primer premio del consejo general en el simposio de escultura de la Charité-sur-Loire. Los últimos años ha trabajado en  esculturas de vidrio.
En 2010 fue encarcelado por violación y asalto sexual a menores, fue condenado a nueve años de prisión.